# Tallans
Tallans är en kommun i departementet Doubs i regionen Bourgogne-Franche-Comté i östra Frankrike. Kommunen ligger i kantonen Rougemont som tillhör arrondissementet Besançon. År 2022 hade Tallans 47 invånare.

## Befolkningsutveckling
Antalet invånare i kommunen Tallans
Referens:INSEE